# Ейпріл Боулбі
Ейпріл Боулбі (англ. April Bowlby; нар. 30 липня 1980, Вальєхо, Каліфорнія, США) — американська акторка, відома ролями в телесеріалах «Два з половиною чоловіки», «До смерті красива».

## Біографія
Народилася у Вальєхо, США, але росла в Мантекі, Каліфорнія, де навчалася в місцевій загальноосвітній школі. Вивчала балет і французьку мову в Мурпацькому коледжі. Опановувала драматичне мистецтво під керівництвом відомої викладачки Івани Чуббук.

## Кар'єра
Боулбі дебютувала на телебаченні у 2004, знявшись епізодично в серіалі «CSI: Місце злочину». Потім отримала гостьові ролі в телепроєктах «Місце злочину: Нью-Йорк», «Блондинка в книжковій крамниці», «Фредді». У ситкомі «Два з половиною чоловіки» виконала другорядну роль однієї з подружок Чарлі (Чарлі Шин), а потім дружини Алана (Джон Краєр). У серіалі «До смерті красива» була в основному складі та виконувала роль найкращої подруги Джейн / Деб (Брук Елліотт).
У фільмі «Prada і почуття» мала роль дружини Габе (Алексіс Айала). У 2017 акторка з'явилась у серіалі «Теорія великого вибуху».

## Фільмографія
| Рік       |    | Українська назва                | Оригінальна назва              | Роль              |
| --------- | -- | ------------------------------- | ------------------------------ | ----------------- |
| 2004—2010 | с  | CSI: Місце злочину              | CSI: Crime Scene Investigation | різні ролі        |
| 2005      | с  | Місце злочину: Нью-Йорк         | CSI: NY                        | Дженні Лі         |
| 2005      | с  | Блондинка в книжковій крамниці  | Stacked                        | Жасмін            |
| 2005      | с  | Фредді                          | Freddie                        | Сідні             |
| 2005—2015 | с  | Два з половиною чоловіки        | Two and a Half Men             | Кенді/Кімбер      |
| 2007      | тф | Піски забуття                   | Sands of Oblivion              | Гізер             |
| 2007—2014 | с  | Як я познайомився з вашою мамою | How I Met Your Mother          | Мег               |
| 2008      | ф  | Усі дороги ведуть додому        | All Roads Lead Home            | Наташа            |
| 2008      | с  | З голови Джиммі                 | Out of Jimmy's Head            | принцеса          |
| 2009      | ф  | Здоровань Соломон               | The Slammin' Salmon            | МІа               |
| 2009      | с  | Кет і Кім                       | Kath & Kim                     | Ешлі              |
| 2009—2014 | с  | До смерті красива               | Drop Dead Diva                 | Стейсі Барретт    |
| 2010      | с  | Ясновидець                      | Psych                          | Лорен Лассітер    |
| 2011      | ф  | Prada і почуття                 | From Prada to Nada             | Олівія            |
| 2015      | с  | Мамуля                          | Mom                            | Селін             |
| 2015      | с  | Ти — втілення пороку            | You're the Worst               | Бернадетта        |
| 2016      | ф  |                                 | Presumed                       | Рейчел Вілсон     |
| 2016      | с  |                                 | *Loosely Exactly Nicole        | шкільна вчителька |
| 2016      | тф |                                 | Married by Christmas           | Кеті Тейт         |
| 2017      | с  | Теорія великого вибуху          | The Big Bang Theory            | Ребекка           |
| 2017      | ф  |                                 | Love's Last Resort             | Алісса            |